# عندما يزهر الخريف 2 (مسلسل)
عندما يزهر الخريف 2 هو الجزء الثاني وتتمة مسلسل عندما يزهر الخريف 1 إنتاج عام 2015 شارك فيه نخبة من الممثلين من السعودية و الكويت
>

## قصة المسلسل
تدور أحداثه حول شخصية «الأب»، الذي لديه أسرة كبيرة ومتشعبة، حيث يجد نفسه وسط كم من الأحداث العاصفة والمتغيرات وأيضا النقلات الزمنية والاجتماعية، التي تشعره دائما بضخامة المسؤولية والتحديات الجسام من أجل الوصول بهذه الأسرة إلى بر الأمان.
يتكون المسلسل الذي تم تصويره في مدينة جدة السعودية من 65 حلقة

## الممثلون
باسمة حمادة
أم راشد
صلاح الملا
أبو راشد
محمد الحجي
حبيب
صمود
سمر
يامور
نجلاء
عبدالله السيف
راشد
عبد الله الحسن
عبد الله
إلهام علي
وداد
محمد الهاشم
تركي
لمار
ريتاج
مها غريب
ريم
غزلان
فاطمة
منى شداد
نوف
هند محمد
مها
نسيمة ضاهر
إيمان الغربي
شهد
أحمد العليان
فيصل
مرزوق الغامدي
أبو وداد
سلوى الجراش
أم نجلاء
شيرين باوزير
هاني الحرازي
خالد
محمد جبرتي
راضي